# International IMPAC Dublin Literary Award
Le prix littéraire international IMPAC de Dublin est décerné chaque année en Irlande avec pour objectif de promouvoir l’excellence dans la littérature mondiale. 
C'est l'un des prix les plus généreux du monde littéraire. Créé en 1996 par le Conseil de la ville de Dublin, il récompense une œuvre de fiction publiée en anglais (langue originale ou traduction) au cours de l'année précédant la remise du prix. 
La première sélection est établie par des bibliothèques municipales de par le monde. Les finalistes sont départagés par un jury international. 
Le lauréat ou la lauréate de l'International IMPAC Dublin Literary Award reçoit une bourse de 100 000 euros.